# 智利蠍魚
智利蠍魚（學名：Scorpis chilensis）為輻鰭魚綱日鱸目蠍魚科蠍魚屬的其中一種，傳統上歸類於鱸形目舵魚科。
本魚分布於東南太平洋的Desventuradas群島及Juan Fernández群島海域，體長可達40公分，棲息在外海深水礁岩區，以浮游性甲殼類為食。